# Apoyando

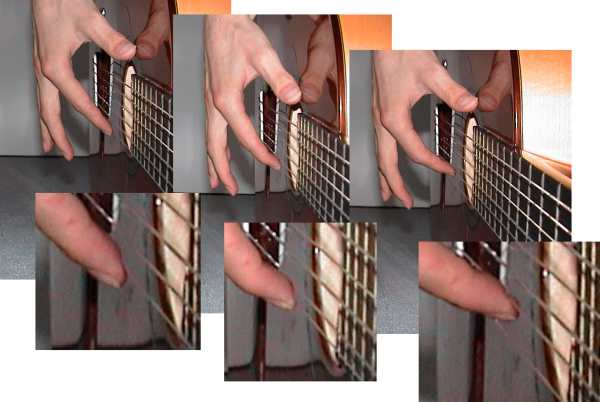
Apoyando (von links nach rechts): Die hohe e-Saite wird „durchgedrückt“, der Finger kommt auf der nächst unteren H-Saite zum Liegen.

Apoyando (Aussprache [apoˈʝando], von span. apoyar ‚stützen, klanglich hervorheben‘) bezeichnet eine Anschlagstechnik der Gitarre, die sich in Klang und Ausführung von der Zupftechnik des Tirando unterscheidet.

## Technik und Klang
Beim Apoyando (dtsch. „angelegter Anschlag“, engl. rest stroke) wird die anzuschlagende Saite mit der Fingerspitze des Anschlagsfingers durchgestrichen, so dass der Finger nach dem Anschlag auf der nächsttieferen Saite anlegt. Der Anschlagsfinger ist dabei wie beim Tirando leicht gekrümmt, die so produzierten Töne unterscheiden sich jedoch durch die stärker ausgeprägten unteren Teiltöne des Obertonspektrums in ihrer Klangfarbe von den durch Tirando gebildeten Tönen.

## Anwendung
Der im Gegensatz zum Tirando aufgrund seines Klangspektrums zumeist als „voluminöser“ empfundene Klang des Apoyando erlaubt klangliche Akzentuierungen, wie beispielsweise das Hervorheben von Melodietönen gegenüber untergeordneten Begleitstimmen. Der durch das Anlegen an der Nachbarseite reduzierte Bewegungsraum sowie die im Vergleich zum Tirando geringere Fixierung der Fingerglieder können die Ausführung von im Wechselschlag ausgeführten schnellen Läufen (z. B. tonleiterartigen Passagen) erleichtern.